# Лук красноватый
Лук красноватый (лат. Allium rubens) — многолетнее травянистое растение, вид рода Лук (Allium) семейства Луковые (Alliaceae).

## Распространение и экология
В природе ареал вида охватывает Казахстан, Китай, Монголию и Сибирь.
Произрастает на скалах и каменистых склонах.

## Ботаническое описание
Луковицы узкоконические, толщиной 0,5—1 мм, с буроватыми, почти кожистыми, цельными оболочками, скучены по нескольку и прикреплены к горизонтальному корневищу. Стебель высотой 10—25 см, тонкий, прямой, слегка ребристый.
Листья в числе 5—6, сближенные у основания стебля, полуцилиндрические, желобчатые, шириной 1—2 мм, по краю шероховатые, приблизительно равны стеблю.
Зонтик полушаровидный или шаровидный, немногоцветковый, рыхлый. Листочки широко-колокольчатого почти полушаровидного околоцветника, розово-фиолетовые, с мало заметной жилкой, длиной 4—5 мм, широкоэллиптические или яйцевидные, тупые, почти цельнокрайные, наружные немного короче, лодочковидные. Нити тычинок равны или едва длиннее листочков околоцветника, при самом основании между собой и с околоцветником сросшиеся, цельные, шиловидные, почти равные. Столбик не выдается из околоцветника.
Коробочка немного короче околоцветника.

## Таксономия
Вид Лук красноватый входит в род Лук (Allium) семейства Луковые (Alliaceae) порядка Спаржецветные (Asparagales).
|  |                                      |  |                                                             |                                                             |                   |  | ещё 24 семейства (согласно Системе APG II) | ещё 24 семейства (согласно Системе APG II) |                     |  |  |  | ещё более 870 видов |
|  |                                      |  |                                                             |                                                             |                   |  | ещё 24 семейства (согласно Системе APG II) | ещё 24 семейства (согласно Системе APG II) |                     |  |  |  | ещё более 870 видов |
|  |                                      |  |                                                             | порядок Спаржецветные                                       |                   |  |                                            |                                            | род Лук             |  |  |  |                     |
|  |                                      |  |                                                             | порядок Спаржецветные                                       |                   |  |                                            |                                            | род Лук             |  |  |  |                     |
|  | отдел Цветковые, или Покрытосеменные |  |                                                             |                                                             | семейство Луковые |  |                                            |                                            | вид Лук красноватый |  |  |  |                     |
|  | отдел Цветковые, или Покрытосеменные |  |                                                             |                                                             | семейство Луковые |  |                                            |                                            |                     |  |  |  |                     |
|  |                                      |  | ещё 44 порядка цветковых растений (согласно Системе APG II) | ещё 44 порядка цветковых растений (согласно Системе APG II) |                   |  |                                            | ещё около 300 родов                        | ещё около 300 родов |  |  |  |                     |
|  |                                      |  |                                                             | ещё 44 порядка цветковых растений (согласно Системе APG II) |                   |  |                                            |                                            | ещё около 300 родов |  |  |  |                     |